# Уокер, Майкл
Чарльз Майкл Уокер (англ. Charles Michael Walker; 22 ноября 1916 — 16 декабря 2001) — британский дипломат, подполковник.
Сын армейского офицера.
Обучался PPE (политика, философия, экономика) в Нью-колледже Оксфорда. После университета работал клерком в Палате лордов.
В годы войны служил в артиллерии, в 1940—1943 годах в Индии и Ираке. Оставил службу в армии в 1946 году.
В 1962—1966 годах верховный комиссар Великобритании на Цейлоне, одновременно с 1965 года — верховный комиссар на Мальдивах
В 1966—1971 годах верховный комиссар Великобритании в Малайзии.
В 1971—1973 годах работал в Лондоне.
В 1974—1976 годах верховный комиссар Великобритании в Индии.
Рыцарь Большого Креста ордена Святого Михаила и Святого Георгия (1976, рыцарь-командор 1963, кавалер 1960).